# Maja Willander
Maja Willander, född 5 november 1977, är en svensk författare inom feelgoodgenren. Willander har bland annat skrivit deckarromanerna Mord i högan sky och Kärlek börjar med mord, som utspelar sig i den lilla byn Tjugesta i Närke.